# Els Robeyns
Els Petra Robeyns (Hasselt, 13 september 1977) is een Belgisch politica voor Vooruit. 

## Levensloop
Ze studeerde aan de Provinciale Hogeschool Limburg, alwaar ze in 2000 afstudeerde in het Graduaat Bedrijfsbeheer optie rechtspraktijk.
Van 2000 tot 2001 was Robeyns actief als bediende bij Ethias en nadien was ze van 2001 tot 2002 dossierbeheerster bij AXA. In 2002 werd ze bediende in de Xios Hogeschool en een jaar later, in 2003, ging ze aan de slag op het kabinet van minister Peter Vanvelthoven als ondersteunend medewerker, wat ze bleef tot in 2006.
Op 1 februari 2006 kwam ze voor de sp.a in de kieskring Limburg in het Vlaams Parlement terecht als opvolger van Herman Reynders, die ontslag had genomen. Ook na de volgende  Vlaamse verkiezingen van 7 juni 2009, 25 mei 2014 en die van 26 mei 2019 en 9 juni 2024 bleef ze Vlaams volksvertegenwoordiger. Tijdens de legislatuur 2009-2014 nam ze in het totaal 480 initiatieven. Als Vlaams Parlementslid werd ze van 2006 tot 2009 vast lid van de commissie Cultuur, Jeugd, Sport en Media, van 2009 tot 2012 secretaris, van 2012 tot 2014 ondervoorzitter en van 2014 tot 2019 en sinds 2025 lid van de commissie Landbouw, Visserij en Plattelandsbeleid, van 2009 tot 2019 lid van de commissie Binnenlands Bestuur, Bestuurszaken en Inburgering en sinds 2019 ondervoorzitter van de commissie Mobiliteit en Openbare Werken.
In oktober 2006 werd Robeyns verkozen tot gemeenteraadslid van Wellen. Bij de gemeenteraadsverkiezingen van oktober 2012 behaalde haar partij een absolute meerderheid in Wellen. Ze vormde een coalitie met CD&V en werd daarmee de eerste (openlijk) lesbische burgemeester in Vlaanderen. Na de gemeenteraadsverkiezingen van oktober 2018 en die van oktober 2024 bleef ze burgemeester van de gemeente, in de legislatuur 2019-2024 in een coalitie met CD&V en in de legislatuur 2024-2030 in een coalitie met het liberale Bruisend Wellen.

## Privé
In april 2014 trouwde Robeyns.
Amper zes weken later ging het koppel uiteen. In mei 2022 kondigde Robeyns aan verloofd te zijn.